# Daftmill
La distillerie de Daftmill située près de Cupar, dans le Fife, est une des plus récentes distilleries de whisky écossaises. Fondée en 2005 par la famille Cuthbert, des agriculteurs qui cultivent de l'orge pour maltage, elle n'a pas encore commercialisé son single malt.

## Histoire
Agriculteurs depuis six générations, les Cuthbert se sont lancés dans la production de whisky en convertissant, en 2003, un moulin à eau datant de l'époque napoléonienne (probablement 1809) en une petite distillerie. La distillerie adopta le nom du moulin, le « moulin fou » en anglais, du nom du ruisseau à proximité qui semble, en raison de la topographie locale, remonter la pente.
La licence de distillateur fut accordée en 2005, et la distillation commença le 16 décembre de cette même année.
Les alambics, fabriqués par Forsyth's à Rothes, sont de petite taille : le wash still fait environ 3 000 litres et le spirit still est de 2 000 litres. Les deux washbacks, en inox pour résister à la saisonnalité de la production, ont une capacité de 7 300 litres.
Si cette double distillation est typique des whiskys des Highlands et que le matériel est originaire du Speyside, il n'en reste pas moins que la distillerie se situe bien dans les Lowlands.

## Production

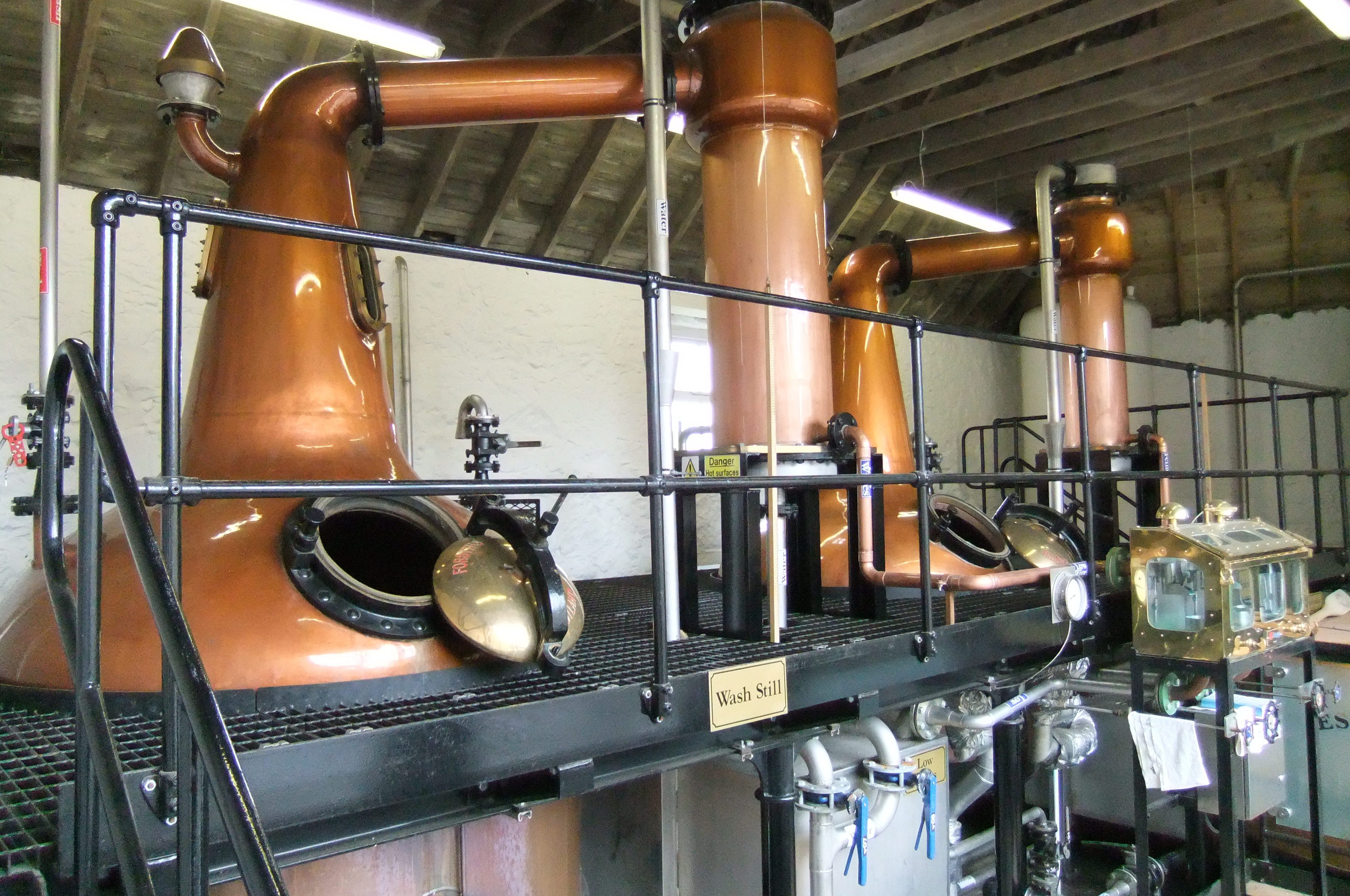
Photo de l'intérieur de la distillerie, en 2010.

Un puits artésien fournit l'eau et l'orge est cultivée par la famille elle-même. La maturation est effectuée dans des fûts de bourbon originaires de la distillerie américaine de Heavenhill, dans le Kentucky. Quelques fûts de Xérès sont également utilisés.
Les premières distillations ont eu lieu en décembre 2005 ; mais les producteurs ne voulant pas prendre le risque de commencer avec un whisky immature, ceux-ci estiment avoir besoin d'au moins 5 à 8 ans avant de commercialiser leur production, mais commercialiser des whiskys de 10 ans d'âge reste l'objectif annoncé.
En mai 2018, la première des 639 bouteilles inaugurales (Inaugural Release) de la distillerie a été présentée. Les trois fûts sélectionnés (05/02, 05/03 et 05/07) avaient été distillés en 2005 et mis en bouteille au printemps 2018 en tant que cask strenght, soit titrant titrant 55,8% d'alcool